# Caroline Cellier
Caroline Cellier (Montpellier, 1945. augusztus 7. – 2020. december 15.) César-díjas francia színésznő.

## Filmjei
Mozifilmek
- Az ügyfél feje (La tête du client) (1965)
- Élet, szerelem, halál (La vie, l'amour, la mort) (1969)
- Az állatnak meg kell halnia (Que la bête meure) (1969)
- Les aveux les plus doux (1971)
- A bajkeverő (L'emmerdeur) (1973)
- Mariage (1974)
- Une femme, un jour... (1977)
- Les fougères bleues (1977)
- Certaines nouvelles (1980)
- Ezer milliárd dollár (Mille milliards de dollars) (1982)
- Házibuli és szerelem (Surprise Party) (1983)
- P'tit con (1984)
- Magányos nők (Femmes de personne) (1984)
- A medúzák éve (L'année des méduses) (1984)
- Ecetes csirke (Poulet au vinaigre) (1985)
- Grand Guignol (1987)
- Poker (1987)
- Charlie Dingo (1987)
- A pánik szele (Vent de panique) (1987)
- La contre-allée (1991)
- Zebra (Le zèbre) (1992)
- Délit mineur (1994)
- Farinelli, a kasztrált (Farinelli) (1994)
- Hommes, femmes, mode d'emploi (1996)
- L'élève (1996)
- Didier (1997)
- Le plaisir (et ses petits tracas) (1998)
- Jean-Philippe (2006)
- Fragile(s) (2007)
- Thelma, Louise et Chantal (2010)

Tv-filmek
- Une fille dans la montagne (1964)
- La mégère apprivoisée (1964)
- La morale de l'histoire (1966)
- La guerre de Troie n'aura pas lieu (1967)
- Molière pour rire et pour pleurer (1973)
- Le ciel de lit (1974)
- Courteline-est (1974)
- Le cheval évanoui (1976)
- Le vol d'Icare (1980)
- L'atterrissage (1981)
- Les héroïques (1981)
- Danger Passion (1986)
- Julie de Carneilhan (1990)
- Örökölt kísértetek (Fantômes en héritage) (1990)
- Les grands enfants (1998)
- Un jeu dangereux (2005)
- Le grand restaurant II (2011)

## Díjai
- César-díj a legjobb mellékszereplő színésznőnek (1985)